# Pūdimadaka
Pūdimadaka är en ort i Indien.   Den ligger i distriktet Vishākhapatnam och delstaten Andhra Pradesh, i den sydöstra delen av landet, 1 400 km söder om huvudstaden New Delhi. Pūdimadaka ligger 11 meter över havet och antalet invånare är 15 000.
Terrängen runt Pūdimadaka är huvudsakligen platt, men åt nordväst är den kuperad. Havet är nära Pūdimadaka åt sydost.  Närmaste större samhälle är Elamanchili, 16,6 km väster om Pūdimadaka.